# 亞馬遜州 (委內瑞拉)
亞馬遜州（西班牙語：Estado Amazonas，國際音標：[esˈtaðo amaˈsonas]）或稱亞馬遜原住民州（Estado Indígena de Amazonas），位於委內瑞拉南部，是該國23個州位置最南的州份，東、南毗鄰巴西，西為哥倫比亞，絕大部份是奧里諾科河流域，只有西南部是亞馬遜河（内格罗河）流域。面積180,145平方公里，2015年人口174,942人。首府阿亞庫喬港。

## 歷史
現今亞馬遜州所涵蓋的地區曾為西班牙帝國圭亞那省的一部分（自1585年後）；委內瑞拉獨立後繼續沿用該名稱。1864年成立聯邦亞馬遜區成立，爾後分為聯邦亞馬遜區和聯邦上奧林科區兩個地區。1992年，亞馬遜獨立建州。

## 人口
亞馬遜州是委內瑞拉第二大的州（僅次於玻利瓦爾州），但平均人口密度卻極低。大多數的人口集中在該州的東北部，另有一些人口分佈在與哥倫比亞的邊境附近。
根據委內瑞拉國家統計局，亞馬遜州在2015年的人口為174942人，佔全國總人口的0.55％。值得注意的是，亞馬遜州有45.8％的人口認為自己是原住民，其中包括皮亞羅阿人，瓜希博仁，亞諾馬米人、瓦尤人和葉庫阿納人。

### 族裔
根據2011年的調查，亞馬遜州中居民族裔的比例如下：
| 種族構成   | 人口   | 比例（%） |
| ---------- | ------ | --------- |
| 麥士蒂索人 | 不適用 | 60.6      |
| 歐洲裔     | 54,102 | 34.4      |
| 非洲裔     | 6,291  | 4.1       |
| 其他       | 不適用 | 0.9       |

## 行政區劃
亞馬遜州共轄七個自治市。
| 自治市       | 市首府                 | 面積        | 居民（2012） | 地圖 |
| ------------ | ---------------------- | ----------- | ------------ | ---- |
| 上奧林科市   | 拉埃斯梅拉達           | 50,850 km²  | 9,050        |      |
| 阿塔瓦波市   | 阿塔瓦波河畔聖費爾南多 | 25,900 km²  | 12,404       |      |
| 阿圖雷斯市   | 阿亞庫喬港             | 4,500 km²   | 125,840      |      |
| 奧塔納市     | 伊斯拉拉通             | 15,750 km²  | 12,612       |      |
| 馬納皮亞雷市 | 聖胡安德馬納皮亞雷     | 33,100 km²  | 8,771        |      |
| 馬羅阿市     | 馬羅阿                 | 14,250 km²  | 3,031        |      |
| 里奧內格羅市 | 內格羅河畔聖卡洛斯     | 39,150 km²  | 3,234        |      |
| 亞馬遜州     | 阿亞庫喬港             | 183,500 km² | 174,942      |      |

## 外部連結
- 亞馬遜州官網